# Rock-A-Field
Rock-A-Field (kurz RAF) ist ein Open-Air-Rockfestival, das seit 2006 jedes Jahr in Roeser im Großherzogtum Luxemburg stattfindet. Es treten sowohl lokale als auch internationale Gruppen auf. Veranstalter ist Den Atelier, ein Luxemburger Nachtclub, der zahlreiche Rockkonzerte organisiert. Zuerst war das Festival auf einen Tag ausgelegt, ab 2012 dauerte es zwei Tage, seit 2014 drei Tage.

## Termine und Bands

### 2006
Das erste RAF mit 14.000 Zuschauern fand am 25. Juni 2006 statt. Es traten auf:
| - Placebo - Franz Ferdinand | - Raphael - Mando Diao | - Silbermond - IAMX | - Couchgrass - Metro |

### 2007
Das zweite RAF am 24. Juni 2007 verzeichnete ebenfalls 14.000 Zuschauer. Auf der Bühne zu sehen waren:
| - The Killers - Queens of the Stone Age | - The Hives - Billy Talent | - Juli - Art Brut | - Versus You - Green Light & The Rocky Bretherens |

### 2008
Zum dritten RAF am 21. Juni 2008 kamen 9.000 Zuschauer. Sie sahen:
| - The Kooks - The Verve | - Mando Diao - UNKLE | - We Are Scientists - The Cribs | - Anti-Flag - Eternal Tango | - Culcha Candela |

### 2009
Die vierte Ausgabe des RAF am 28. Juni 2009 besuchten 17.000 Zuschauer. Es spielten:
| - Kings of Leon - Franz Ferdinand - Razorlight - Peter Fox | - Eagles of Death Metal - Papa Roach - The Ting Tings - The Virgins | - De Läb - Everwaiting Serenade - French for Cartridge - Hal Flavin | - Minipli - Mutiny on the Bounty - Natas Loves You - Versus You |

### 2010
Beim fünften RAF am 27. Juni 2010 sahen 18.000 Zuschauer („A“ steht für die große Atelier-Bühne, „S“ für die kleinere BGL-Bühne):
| - (S) Lumi - (A) Angel at My Table - (S) Inborn - (A) Biffy Clyro | - (S) Funky P - (A) Jan Delay - (S) Ghinzu - (A) Gossip | - (S) Paramore - (A) Kasabian - (S) Deftones - (A) 30 Seconds to Mars | - (S) Eternal Tango - (A) The Prodigy - (S) Pendulum |

### 2011
Das sechste RAF besuchten 14.000 Zuschauer. Sie sahen:
| - Arctic Monkeys - The Wombats - Arcade Fire - Elbow | - Die Fantastischen Vier - Volbeat - De Läb - Project 54 | - Jimmy Eat World - Bullet for My Valentine - The Gaslight Anthem - Goose | - All Time Low - You Me at Six - Versus You |

### 2012
Das siebte RAF fand erstmals an zwei Tagen statt: 23. und 24. Juni 2012. Es war möglich, auf einem Campingplatz zu übernachten. Mit 18.000 Zuschauern war das Festival ausverkauft. Zwei angekündigte Gruppen traten nicht auf: Justice wegen verspäteter Anreise, Godsmack wegen Krankheit.
1. Tag:
| - Motörhead - Mastodon - Snow Patrol | - The Kooks - Chase & Status - Mac Miller | - Rival Sons - Angel at My Table - Casper | - Modestep - Dirtyphonics - Borgore | - The Kills |

2. Tag:
| - Lostprophets - Mumford & Sons - Mutiny on the Bounty | - deadmau5 - Billy Talent - Biffy Clyro | - Two Door Cinema Club - Triggerfinger - Clueso | - Porn Queen - Dropkick Murphys |

### 2013
Das achte RAF am 29. und 30. Juni 2013 bot erstmals eine dritte Bühne.
1. Tag:
| - Seed to Tree - Heartbeat Parade - Toxkäpp! | - Dead Cat Bounce - Animal - Left Boy | - Kodaline - Flux Pavilion - Of Monsters and Men | - De Läb - The BossHoss - Netsky Live! | - Kraftklub - The Script - Seeed | - Phoenix |

2. Tag:
| - Mother Heroine - Masters of Reality - Monophona | - The Heavy - Tame Impala - Macklemore & Ryan Lewis | - Band of Horses - Jake Bugg - Example | - C2C - Volbeat - Bloc Party | - Queens of the Stone Age |

### 2014
Das neunte RAF am 27., 28. und 29. Juni 2014 dauerte erstmals drei Tage.
1. Tag:
| - 30 Seconds to Mars - Sportfreunde Stiller - Triggerfinger | - Bombay Bicycle Club - Alter Bridge - Marteria | - Angel at My Table - Deep Vally - Sub Culture | - Freshdax |  |

2. Tag:
| - Skrillex - Alice in Chains - Foals | - Ellie Goulding - White Lies - Shaka Ponk | - Foster the People - Gold Panda - Thees Uhlmann | - Natas Loves You - Camo & Krooked present Zeitgeist - Claire | - Versus You - Dream Catcher - Lost in Pain |

3. Tag:
| - Kings of Leon - Interpol - The Hives | - Wiz Khalifa - Gentleman & The Evolution - Haim | - Chvrches - Grandmaster Flash - Clutch | - Prinz Pi - Sub Focus - Jungle | - Artaban - All the Way Down - The Majestic Unicorns from Hell |

### 2015
Das zehnte RAF fand am 3., 4. und 5. Juli 2015 statt.
1. Tag:
| - Fox - Boys Noize | - Balthazar - Kraftklub | - Bastille - Nothing but Thieves |

2. Tag:
| - Rise Against - Eagles of Death Metal - Kontra K | - Wu-Tang Clan - Gramatik (Live) - Kate Tempest | - The Disliked - Ice in My Eyes - We Were Promised Jetpacks |  |

3. Tag:
| - Muse - Alt-J - BRNS | - Skip the Use - Mutiny on the Bounty - Marmozets | - Dotan - Talisco - Echosmith |  |